# Tanintharyi-Region
Koordinaten: 12° 27′ N, 99° 5′ O
Die Tanintharyi-Region (birmanisch တနင်္သာရီတိုင်းဒေသကြီး, BGN/PCGN: taninthayidaingdethagyi; bis 1989 Tenasserim, bis 2008 Tanintharyi-Division; malaiisch tanassari) ist eine der 15 Verwaltungseinheiten in Myanmar (Birma).

## Lage und Besiedelung
Tanintharyi bildet ein lang gestrecktes waldreiches Küstenland am Isthmus von Kra in Nieder-Birma und liegt an der Andamanensee. Nach Osten steigt das Tenasserim-Gebirge bis auf 1600 Meter an, das eine natürliche Grenze zu Thailand bildet.
Die Tanintharyi-Region belegt eine Fläche von 43.345 km². Bei einer Einwohnerzahl von 1.408.101 (Zensus 2014) ergibt sich eine Besiedlungsdichte von 32,5 Einwohnern pro km².
Die Bevölkerung setzt sich zusammen aus Angehörigen der Volksgruppen der Bamar, Karen, Mon, Rakhaing, Shan und Salon.
Die größte Stadt ist Myeik (Mergui) mit 173.317 Einwohnern, gefolgt von der Hauptstadt Tavoy (137.000). Myeik und Kawthaung (früher: Victoria Point), am südlichen Zipfel der Tanintharyi-Region gegenüber der thailändischen Stadt Ranong gelegen, sind Ausgangspunkte für den Tourismus in die Inselwelt des Mergui-Archipels im Andamanischen Meer.
Bedeutende Flüsse sind Dawei, Tanintharyi und Lenya.

## Gliederung
Die Tanintharyi-Region gliedert sich in die drei Distrikte Dawei, Myeik und Kawthoung.

## Wirtschaft
- Holzindustrie (Teakwälder)
- Palmöl-Produktion
- Erdgas-Förderung

## Geschichte

Historische Karte der Region

Im Verlauf der Geschichte gehörte die Küstenregion meist zu Birma, war aber auch Bestandteil der thailändischen Königreiche Sukhothai (unter Ramkhamhaeng) und Ayutthaya. König Ramathibodi I. erlaubte den Portugiesen Anfang des 16. Jahrhunderts eine Handelsniederlassung in Tenasserim. Erst 1759 wurde Tenasserim durch König Alaungpaya für Birma zurückgewonnen.
1826 mussten die Birmanen Tenasserim im Vertrag von Yandabu an die Briten abtreten; die Division wurde in Britisch-Indien einverleibt. Sie umfasste seinerzeit sechs Distrikte: Amherst, Tavoy, Mergui, Taungu, Schwegjin und Saluen, zusammen etwa 120.000 km² und knapp 1 Million Einwohner (Stand: 1891). 1930–1932 lag in der Region der Schwerpunkt des Saya-San-Aufstandes.
Mit der Unabhängigkeit Birmas 1948 wurde der Nordosten Tenasserims zum eigenständigen Territorium der Karen und heißt seit 1989 Kayin-Staat.
1974 musste Tenasserim auch noch den Nordwesten zugunsten eines eigenen Staats der Mon abtreten und verlor dadurch auch seine bisherige Hauptstadt Mawlamyaing. Die Hauptstadt von Tenasserim ist seither Dawei (seit 1989 Tavoy).
Von der Unabhängigkeit des Landes bis 2014 war Tenasserim nicht frei zugänglich.